# Ernen
Ernen (walsertyska: Äärne) är en ort och kommun i distriktet Goms i kantonen Valais, Schweiz. Den 1 oktober 2004 inkorporerades kommunerna Ausserbinn, Mühlebach och Steinhaus in i Ernen. Kommunen har 550 invånare (2023).